# Baba-Ghassem-Mausoleum

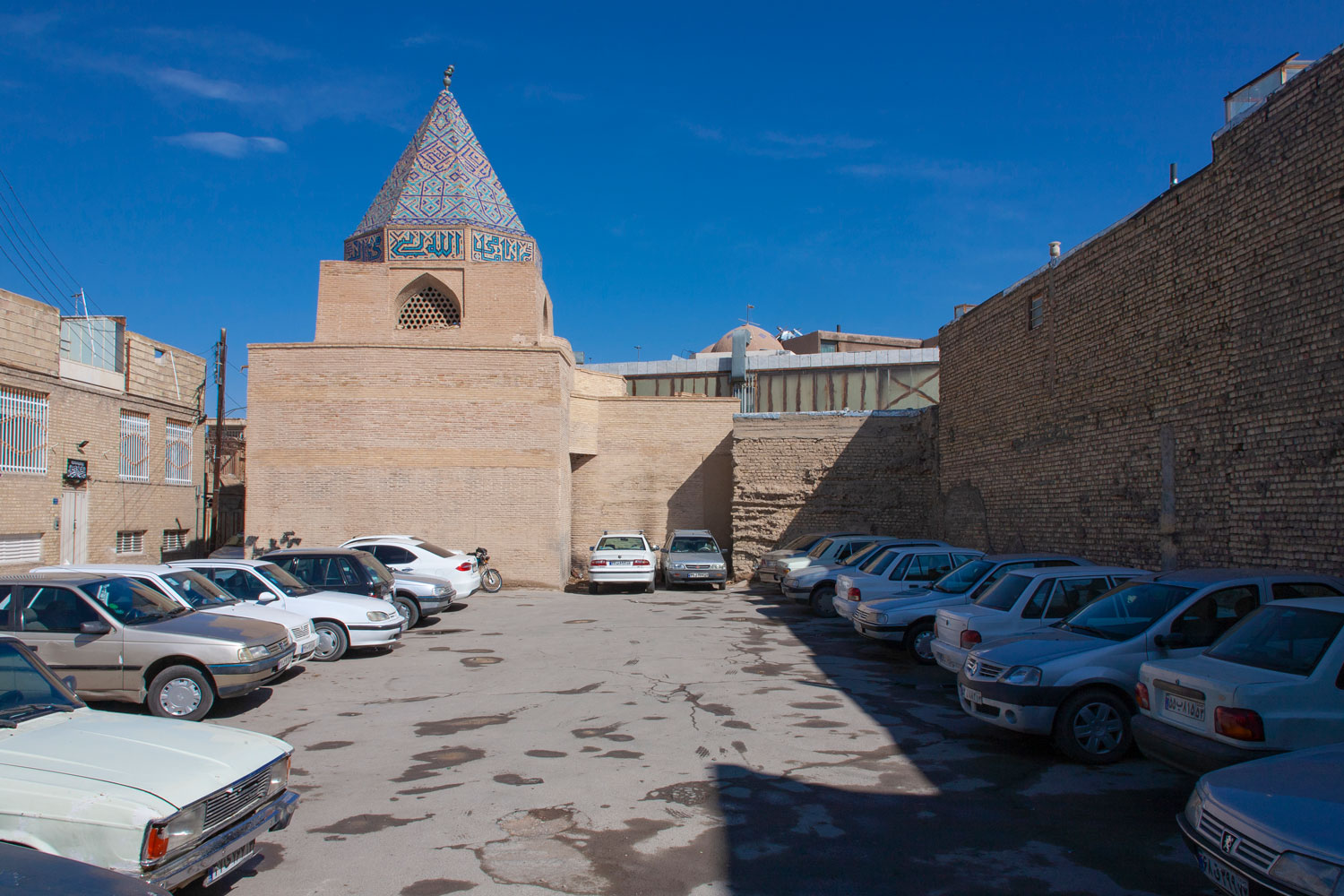
Baba-Ghassem-Mausoleum

Das Baba-Ghassem-Mausoleum (persisch آرامگاه باباقاسم, ɑɾɑmɡɑh ɛ bɑbɑ ɢɑsɛm) ist ein historisches Mausoleum in Isfahan, Iran. Das Mausoleum stammt aus dem 14. Jahrhundert und ist bekannt für seinen schönen Mihrab und seine Kuppel. Es befindet sich nördlich der Freitagsmoschee von Isfahan. In der Safawiden-Ära wurden einige Reparaturen und Veränderungen am Mausoleum durchgeführt.
Baba Ghassem war ein bekannter Faqih in Isfahan. Einer seiner Anhänger erbaute die Emamieh-Schule für ihn, als Baba Ghassem noch am Leben war. Nach dessen Tod erbaute er das Mausoleum für ihn. Das Grabmal zeigt dekorative Ziegel und Keramikfliesen. Die Kuppel des Mausoleums ist pyramidenförmig. Das Mausoleum wurde früher in der Weise verehrt, dass die Bewohner in seiner Nähe zur Beweisführung auf verlautbarte Wahrheit, Eide darauf schworen. Auf dem unteren Teil der Kuppel wurde mit der Bannai-Schrift einer der Namen von Allah geschrieben.